# Necidalíneos
Necidalíneos (Necydalinae) é uma subfamília de coleópteros da família Cerambycidae.

## Gêneros
- Atelopteryx
- Callisphyris
- Cauarana
- Hephaestioides
- Hephaestion
- Mendesina
- Necydalis
- Parahephaestion
- Planopus
- Rhathymoscelis
- Stenorhopalus
- Urochaetes